# Родионов, Виталий Викторович
Вита́лий Ви́кторович Родио́нов (бел. Віталь Віктаравіч Радзівонаў; 11 декабря 1983, Витебск, БССР, СССР) — белорусский футболист. Мастер спорта Республики Беларусь международного класса. Член Клуба белорусских бомбардиров (2010). Лучший бомбардир в истории ФК БАТЭ (161 гол). Лучший игрок в истории БАТЭ.

## Карьера

### Клубная
Воспитанник ДЮСШ «Комсомолец» (Витебск) и СДЮШОР «Двина» (Витебск). Первые тренеры — Валерий Евгеньевич Новиков и Владимир Павлович Войтехович. Начал выступления в местном «Локомотиве-96», затем перешёл в жодинское «Торпедо».
В 2006 году перешёл в борисовский БАТЭ. Первый год получился неудачным — всего 4 гола однако позднее закрепился в основе и стал регулярно забивать. В сезоне 2008 отлично действовала связка Родионова с Геннадием Близнюком — они не только стали лучшими бомбардирами чемпионата, но и помогли БАТЭ впервые в истории выйти в групповой раунд Лиги чемпионов.
После отличного сезона 2009 был отдан в аренду немецкому «Фрайбургу», выступавшему во второй немецкой бундеслиге. Помог клубу одержать победу в турнире и получить место в высшем дивизионе Германии, однако «Фрайбург» отказался продолжать сотрудничество, и Родионов вернулся в БАТЭ, где вновь стал основным игроком.
Первую половину сезона 2011 пропустил из-за травмы. В июле вернулся в строй, однако успел провести всего три матча чемпионата (в каждом отличался голом). 28 августа 2011 года в матче против минского «Динамо» в столкновении с вратарём Дмитрием Гущенко вновь получил тяжёлую травму, из-за которой выбыл до конца сезона и не принял участие в групповом раунде Лиги чемпионов 2011/2012.
В начале 2012 года вернулся в основной состав, некоторое время выходил исключительно на замену в конце матча. Отлично проявил себя в Лиге чемпионов 2012/2013: сначала вырвал для БАТЭ победу в мачте второго квалификационного раунда против македонского «Вардара», забив два гола уже в компенсированное время (итоговый счёт 3:2 в пользу БАТЭ), а в раунде плей-офф оформил дубль в ворота израильского «Хапоэля», тем самым помог БАТЭ в третий раз выйти в групповой этап Лиги чемпионов. Уже в групповом этапе забил голы в ворота «Лилля» и «Баварии».
В сезоне 2013 Родионов вернулся к отличным бомбардирским показателям в чемпионате Беларуси (до этого три года подряд лучшим бомбардиром команды был Ренан Брессан). В первых десяти проведённым матчах неизменно отличался голом или голевой передачей (ряд матчей пропускал из-за небольшой травмы), в том числе забивал в восьми матчах подряд. Всё это позволило Виталию с 14 голами вновь стать лучшим бомбардиром чемпионата, также он был признан лучшим футболистом и лучшим нападающим по версии АБФФ.
Сезон 2014 начал в качестве основного центрального нападающего, однако во второй половине сезона, в том числе из-за травм, стал чередоваться с Николаем Сигневичем. Всего за сезон забил 11 голов в чемпионате. В сезоне 2015 закрепился основным нападающим, за половину сезона забил 9 голов в чемпионате. 26 августа 2015 года в матче Лиги чемпионов против сербского «Партизана» получил травму, из-за которой выбыл до конца сезона. В декабре продлил контракт с БАТЭ. Сезон 2016 провёл практически полностью, из-за травмы не играл только в мае. В 25 матчах чемпионата забил 15 голов, которые позволили Родионову в третий раз стать лучшим бомбардиром Высшей лиги (поделил первую строку с одноклубником Михаилом Гордейчуком).
В январе 2017 года подписал очередное однолетнее соглашение с борисовчанами. В мае и июне не играл из-за травмы, позднее вернулся в основной состав на позицию центрального нападающего. 26 ноября в матче последнего тура чемпионата Беларуси против «Городеи» вышел на замену во втором тайме при счёте 1:3 в пользу городейцев и смог забить два гола, которые принесли БАТЭ ничью 3:3 и вместе с ней очередное чемпионство.
15 января 2018 года завершил футбольную карьеру. На следующий день вышел документальный фильм «Профессор. Виталий Родионов».
Является участником групповых турниров Лиги чемпионов сезонов 2008/09, 2012/13, 2014/15, 2015/16 и Лиги Европы сезонов 2009/10, 2010/11, 2017/18 в составе БАТЭ.
В 2018—2019 годах работал в структуре БАТЭ. В августе 2019 года стал начальником команды минского клуба «Энергетик-БГУ». В марте 2020 года покинул должность.

### В сборной
В национальной сборной Беларуси дебютировал 22 августа 2007 года в товарищеском матче со сборной Израиля в Минске (2:1). Продолжительное время вместе с Сергеем Корниленко являлся основным нападающим сборной. После того, как в декабре 2014 года тренером сборной стал Александр Хацкевич, перестал получать вызов в главную команду страны. В марте 2017 года, когда сборную возглавил Игорь Криушенко, вернулся в команду и 25 марта 2017 года после практически трёхлетнего перерыва вновь сыграл за сборную, выйдя на замену в матче против Швеции (0:4).

## Достижения

### Командные
БАТЭ
- Чемпион Беларуси (12): 2006, 2007, 2008, 2009, 2010, 2011, 2012, 2013, 2014, 2015, 2016, 2017
- Обладатель Кубка Беларуси (3): 2005/06, 2009/10, 2014/15
- Обладатель Суперкубка Беларуси (6): 2010, 2013, 2014, 2015, 2016, 2017

«Фрайбург»
- Победитель Второй Бундеслиги: 2008/09

### Личные

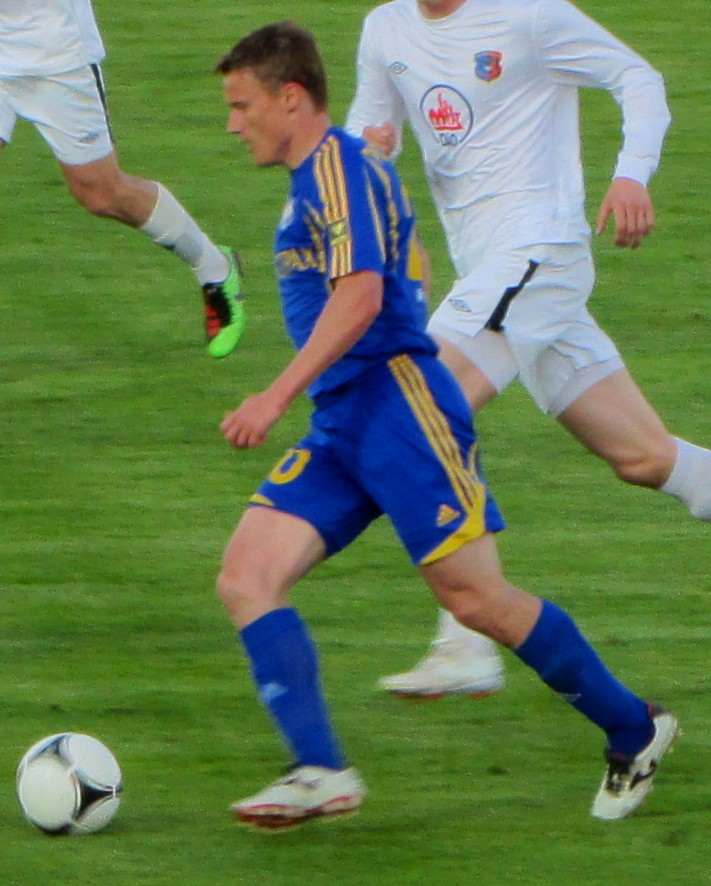
Родионов в составе БАТЭ

- Лучший футболист чемпионата Беларуси (2): 2008, 2013
- Лучший бомбардир чемпионата Беларуси (3): 2008, 2013, 2016
- Лучший нападающий чемпионата Беларуси (6): 2008, 2010, 2011, 2012, 2013, 2016
- Девять раз включался БФФ в список 22 лучших футболистов чемпионата Беларуси: 2005, 2007, 2008, 2010, 2011, 2012, 2013, 2014, 2016
- Член символического Клуба белорусских бомбардиров: 2010[12].
- Член Клуба Сергея Алейникова: 2015[13].